# Anatoli Nikolajewitsch Beresowoi

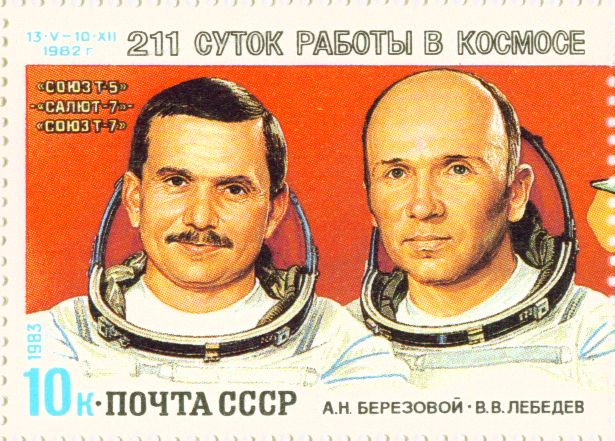
Anatoli Beresowoi auf einer sowjetischen Briefmarke (links, mit Walentin Lebedew)

Anatoli Nikolajewitsch Beresowoi (russisch Анатолий Николаевич Березовой; * 11. April 1942 in Enem, Autonome Republik Adygeja, Russische SFSR; † 20. September 2014 in Moskau) war ein sowjetischer Kosmonaut. 
Der Oberst der sowjetischen Luftstreitkräfte absolvierte ein Fernstudium an der Akademie der Luftstreitkräfte. 

## Kosmonautentätigkeit

### Vorbereitung für nicht durchgeführte Missionen
Am 27. April 1970 wurde Beresowoi als Kosmonaut ausgewählt. Bis 1972 absolvierte er die Grundausbildung, danach wurde er dem Raumgleiter Spiral zugewiesen, der jedoch nie zum Einsatz kam. Ende 1974 trainierte er für einen Flug zur Raumstation Saljut 4, wechselte aber Anfang 1975 zur Ausbildungsgruppe für die militärische Raumstation Saljut 5 (Almas 3), wo ihm als Bordingenieur Michail Lisun zugeteilt wurde. Beresowoi und Lisun waren Unterstützungsmannschaft für Sojus 21 und Sojus 23 sowie Ersatzmannschaft von Sojus 24, danach erfolgten keine weiteren Flüge zu Saljut 5. Beresowoi und Lisun trainierten für weitere Missionen in einer militärischen Raumstation.
Von 1979 bis 1981 wurde Beresowoi als Kommandant für das TKS-Raumschiff ausgebildet. Es war wesentlich größer als das Sojus-Raumschiff und sollte für Mannschafts- und Materialtransporte zu Raumstationen genutzt werden. Ein Flug zu einer Almas-Station hätte im Januar 1981 stattfinden können, aber das Almas-Programm wurde abgesagt. Stattdessen waren Flüge zu den DOS-Raumstationen Saljut 6 und Saljut 7 geplant. Kommandant Beresowoi befand sich dazu in der Mannschaft mit den Flugingenieuren Juri Artjuchin und Dmitri Jujukow. Nach der Entscheidung, mindestens eines der vier TKS-Raumschiffe unbemannt zu starten, verließ Beresowoi die TKS-Gruppe.

### Flug zu Saljut 7
Anschließend bereitete sich Beresowoi zusammen mit dem Bordingenieur Walentin Witaljewitsch Lebedew auf einen Flug zur Raumstation Saljut 7 vor. Die beiden bildeten mit der Missionsbezeichnung Saljut 7 EO-1 die erste Besatzung. Der Start mit dem Raumschiff Sojus T-5 erfolgte am 13. Mai 1982, als Kommandant führte Beresowoi das Rufzeichen „Elbrus“. Am 30. Juli 1982 unternahm er zusammen mit Walentin Lebedew einen Außenbordeinsatz, um Geräte und Experimente zu bergen. Die Rückkehr zur Erde erfolgte am 10. Dezember 1982 mit dem Raumschiff Sojus T-7. Mit 211 Tagen Aufenthalt im Weltraum hatten Beresowoi und Lebedew einen neuen Rekord aufgestellt.

### Erneut Reserve
Ab Mitte 1983 trainierte Beresowoi für einen Kurzflug zu Saljut 7. Er war Kommandant der Reservemannschaft von Sojus T-11 mit Bordingenieur Georgi Michailowitsch Gretschko und dem indischen Forschungskosmonauten Ravish Malhotra. Der Flug fand im April 1984 statt, ohne dass die Reservemannschaft zum Einsatz kam.
Ab September 1985 wurden Beresowoi und andere Kosmonauten darin ausgebildet, ein Sojus-Raumschiff alleine zu fliegen, ohne Unterstützung durch einen Bordingenieur. In dieser Funktion wurde Beresowoi Kommandant der Reservemannschaft von Sojus TM-6 für einen Flug im August 1988 zur Raumstation Mir. Der Arzt German Arsamasow und der afghanische Wissenschaftskosmonaut Mohammad Dauran Ghulam Masum wären während des Fluges nur Passagiere gewesen.
Am 31. Oktober 1992 schied Beresowoi im Rang eines Obersts der Luftstreitkräfte aus Altersgründen aus dem Kosmonautenkorps aus. Danach hatte Beresowoi das Amt des stellvertretenden Präsidenten der russischen Raumfahrtföderation inne.

## Ehrungen
Beresowoi erhielt unter anderem folgenden Orden und Auszeichnungen:
- Held der Sowjetunion (10. Dezember 1982)
- Leninorden
- Orden „Für den Dienst am Vaterland in den Streitkräften der UdSSR“
- Fliegerkosmonaut der Sowjetunion
- Offizier der französischen Ehrenlegion (1982)
- Kirti Chakra (Indien, 1984)
- Sonne der Freiheit (Afghanistan, 1988)

## Privates
Beresowoi war verheiratet und hatte zwei Kinder.